# Heinrich Heidner
Heinrich Heidner (* 4. Februar 1876 in Schoppershof bei Nürnberg; † 7. Mai 1974 in Allmannshausen (Berg) am Starnberger See) war ein deutscher Maler.

## Leben
Heidner wird als Sohn des Maschinisten Christoph Heidner und seiner Ehefrau Babetha Heidner geb. Leitner in Schoppershof bei Nürnberg geboren. Er hatte vier Geschwister, eine Schwester, Marie, und drei Brüder, Konrad, Ludwig und Johann. 1891 schreibt er sich an der Kunst- und Kunstgewerbeschule Nürnberg bei den Professoren Friedrich Wilhelm Wanderer, Heinrich Heim und Paul Johannes Rée ein. Am 19. Oktober 1898 schreibt sich Heidner für die Malklasse Professor Karl von Marr an der Königlich Bayerischen Akademie der Bildenden Künste in München ein. Förderung erfährt er durch Theodor Freiherr von Cramer-Klett (1874–1938). 1900 wird er Meisterschüler von Professor Wilhelm von Diez an der Münchner Akademie. 
1902 gründet er im Atelierbau der Akademie eine Mal- und Zeichenschule, die er 1906 wieder schließen muss, da ihm der Lehrbetrieb für etwa 70 Schüler die für die eigene künstlerische Entwicklung nötige Freiheit raubt. Ebenfalls 1902 beteiligt sich Heidner zum ersten Mal an der Münchner Jahresausstellung des „Vereins bildender Künstler Münchens“ im Glaspalast mit dem Gemälde „Vor der Probe“. 1904 fertigt er im Auftrag des Albrecht Dürer Hauses und des Rubenshauses Antwerpen Kopien von Dürers Münchner Selbstbildnis im Pelzrock und eines Rubens-Porträts von Helene Fourment.
Am 27. März 1906 heiratet er seine ehemalige Schülerin Frieda Gronefeld (1876–1944). Als Hochzeitsgeschenk erhält das Paar vom Vater der Braut, Ferdinand Gronefeld, das Grundstück und den Bau eines Hauses, der späteren „Heidner-Villa“ in Gstadt am Chiemsee. Im gleichen Jahr wird der einzige Sohn Fred geboren. Ende Februar 1908 zieht Heidner mit seiner Familie in die Villa nach Gstadt am Chiemsee.

### Kriegsbilder
1915 im August begibt sich Heidner an die Westfront des Ersten Weltkrieges und fertigt erste Kriegsskizzen. Am 20. August 1916 wird Heidner als Soldat in das 1. bayerische Fußartillerieregiment in Mainz eingezogen; von dort aus wird er im November 1916 ins Oberelsass versetzt. Am 23. Oktober desselben Jahres befürwortet der Königliche Generaldirektor der staatlichen Galerien in München, Friedrich Dörnhöffer, dass Heidner sich als Schlachtenmaler weiterhin betätigen sollte, da er seine ungewöhnliche Begabung zu einer monumentalen Darstellung des großen Krieges genügend dokumentiert habe.
Im Mai 1917 kauft die Städtische Galerie Nürnberg das Gemälde „Sieg“, die Galerie Mosse (Berlin) drei kleinere Kriegsbilder. Zwei Monate später im Juli erfolgt die Versetzung Heidners als Kriegsmaler zur Armeeabteilung C in die Argonnen nahe Verdun; im September zum 3. Fußartillerieregiment nach Grafenwöhr. Am 30. Oktober 1917 wird der Einsatz Heinrich Heidners als Kriegsmaler im 1. Ersatz Bataillon des 3. bayerischen Fußartillerieregiments genehmigt. 
Vom 15. November 1917 bis 31. Januar 1918 ist er dann als Kriegsmaler an der Westfront tätig. 1918 im Februar wird er aus dem Armeedienst entlassen. Er fertigt Entwürfe für die Wandgestaltung des Bayerischen Armeemuseum mit Fresken, deren Ausführung jedoch nach der Niederlage vom November 1918 nicht mehr realisiert wurde.

### 1924 bis 1974
1924 unternimmt Heidner Studienreisen nach San Gimignano, 1925 nach Passau und Dürnstein, 1926 nach Berlin sowie 1930 und 1931 nach Paris. 1927 im Oktober erklärt sich Heidner mit dem bisherigen Präsidenten Fritz Behn solidarisch und tritt gemeinsam mit anderen Künstlern aus der Münchner Künstler-Genossenschaft aus.
Von 1933 bis 1945 finden keine Ausstellungen Heidners statt. Er zieht sich völlig zurück und beschränkt seine Aktivitäten auf das Malen unverfänglicher Sujets, wie Porträts, Pferde und Landschaften sowie auf die Pflege seiner schwerkranken Frau, die schließlich 1944 am 14. November stirbt. Ein halbes Jahr später am 20. Juni 1945 heiratet er Maria Stock (1906–1972). 1947 ist er Gründungsmitglied der „Notgemeinschaft Bildender Künstler Gstadt“, der späteren „Gemeinschaft Bildender Künstler am Chiemsee“.
1960 tritt er als Mitglied in den Bund Fränkischer Künstler e.V. Nürnberg ein.
1972 stirbt Heidners zweite Frau Maria. Er zieht von Gstadt nach Allmannshausen am Starnberger See in das Haus seiner ehemaligen Schülerin Elfie Schloter. 1974 am 7. Mai stirbt Heinrich Heidner in Allmannshausen am Starnberger See. Sein Grab befindet sich auf dem Friedhof in Gstadt am Chiemsee.

## Ausstellungen
- 1916 hat er erste größere Erfolge durch Ausstellungen seiner Kriegsbilder in München, Nürnberg und Berlin. Es folgen Ankäufe bedeutender Museen und Sammlungen: Die Königliche Pinakothek erwirbt von den im März in der Galerie Heinemann ausgestellten Kriegsbildern die Werke: „Oktoberkämpfe auf dem Lingekopf“ und „Nach den Kämpfen auf dem B-Kopf“, die Königliche Graphische Sammlung den farbigen Entwurf zu Letzterem. Der Albrecht-Dürer-Verein in Nürnberg kauft vier Aquarellgemälde.
- 1918 in einer zweiten Phase erfolgreicher Ausstellungen von Kriegsbildern in der Galerie Caspari München und Gurlitt Berlin mit durchweg positiven Kritiken werden Heidners Gemälde zu hohen Preisen angeboten. Das Kaiser-Friedrich-Museum Magdeburg erwirbt bei der Galerie Gurlitt Berlin die beiden Gemälde „Kameradschaft / Blindgeschossen“ und „Aus den Sturmtagen an der Maas“.
- 1920 von Februar bis März zeigt das Museum Folkwang in Hagen in einer Einzelausstellung Gemälde Heinrich Heidners.
- 1930 werden in den Räumen von Editions Bonaparte in Paris Kriegsbilder Heidners präsentiert.
- 1956 anlässlich des 80. Geburtstags präsentiert die Städtische Galerie im Lenbachhaus München in zwei Sälen Werke Heinrich Heidners.
- 2007 Wiederentdeckt! Museen der Stadt Nürnberg, Stadtmuseum Fembohaus,

## Ehrungen
- Bundesverdienstkreuz am Bande (26. Juni 1961)[1]
- Kulturpreis der Stadt Rosenheim (1965)
- Ehrenbürger der Gemeinde Gstadt am Chiemsee (1971)

## Werk
Den großen künstlerischen Durchbruch erlangte Heidner mit seinen Kriegsbildern, die er an der Westfront des Ersten Weltkrieges, inmitten des Kampfgeschehens schuf. In seinen frühen Werken legte er größten Wert auf abgestufte Farbtöne in der malerisch künstlerischen Ausführung des Bildes. Ein Selbstporträt Heidners aus dem Jahr 1900 zeigt noch die Prägungen der Münchner Schule des Wilhelm von Diez. Ein Vergleich mit seinem letzten Selbstporträt aus dem Jahr 1973 zeigt die stilistische Bandbreite eines fast 100-jährigen Malerlebens. 
Er schuf Landschaften und ländliche Szenen, wobei er den Chiemsee mit der Fraueninsel, ein Motiv, das er täglich vor Augen hatte, besonders gerne malte. Daneben entstanden Szenen von Landarbeitern, die er in unterschiedlichen Techniken realisierte. 
Von den Porträts, die Heidner geschaffen hat, nehmen die Selbstporträts und unter den Tierbildern Pferdebilder eine herausragende Stellung ein.